# مركز البحرين للدراسات والبحوث
مركز البحرين للدراسات والبحوث هو مؤسسة بحثية بحرينية تأسس في عام 1981 حيث يخدم المجتمع البحريني من خلال إجراء البحوث التطبيقية خاصة على أساس تعاقدي وتقديم الخدمات الاستشارية للقادة وصناع القرار في كل من القطاعين العام والخاص. منذ افتتاح مركز البحرين للدراسات والبحوث تم نشر المعلومات عن القضايا الحرجة والمشاكل التي تؤثر على النمو والازدهار والتنمية في مملكة البحرين وذلك باستخدام منهجيات البحوث المهنية والعلمية. تم حله في عام 2010 بعد صدور مرسوم ملكي.

## العمل
وفقا لأهداف مركز البحرين للدراسات والبحوث فإن المركز يعتمد البحوث الاستراتيجية والعلمية بما في ذلك المسوحات والدراسات الرصدية والتجارب للمنظمات المحلية أو الخارجية والتي يتم تمويلها إما من قبل المركز أو من منظمات خارجية على أساس تعاقدي.
سعى المركز باستمرار لتشجيع وتوجيه ودعم جهود الباحثين في المجالات العلمية والتقنية. تحقق ذلك من خلال العديد من البرامج أبرزها جائزة ولي العهد للبحوث العلمية التي تدعم الباحثين الشباب ويقدم الاعتراف الأكاديمي والمالي على حد سواء للعمل في مجالات العلوم الطبيعية والهندسة والعلوم الصحية والعلوم الاجتماعية. حكومة البحرين تدعمه بشكل كامل وتهتم اهتماما كبيرا في عمل المركز.

## التاريخ
عين ولي العهد البحريني سلمان بن حمد آل خليفة رئيسا لمجلس أمناء مركز البحرين للدراسات والبحوث في عام 1995.
تم حل المركز في منتصف عام 2010 بعد صدور مرسوم ملكي وحل محله مركز البحرين للدراسات الإستراتيجية.